# Salvizinet
Salvizinet település Franciaországban, Loire megyében. Lakosainak száma 625 fő (2022. január 1.). Salvizinet Civens, Cottance, Feurs, Jas, Panissières és Salt-en-Donzy községekkel határos.

## Népesség
A település népessége az elmúlt években az alábbi módon változott:
| Lakosok száma | 261  | 367  | 377  | 621  | 590  | 600  | 589  | 595  | 598  | 625  |
|               | 1968 | 1982 | 1990 | 2006 | 2013 | 2015 | 2017 | 2019 | 2020 | 2022 |